# Stazione di Aulla
Stazione di Aulla 2008-ban bezárt vasútállomás Olaszországban, Aulla településen.

## Vasútvonalak
Az állomást az alábbi vasútvonalak érintették:
- Parma–La Spezia-vasútvonal

## Kapcsolódó állomások
A vasútállomáshoz az alábbi állomások vannak a legközelebb:
- Stazione di Caprigliola-Albiano
- Stazione di Terrarossa-Tresana
- Stazione di Pallerone